# Gaspar Noé
Gaspar Noé (Buenos Aires, 27 dicembre 1963) è un regista, sceneggiatore, montatore, produttore cinematografico e direttore della fotografia argentino.
Tra i suoi sei lungometraggi, Irréversible, Enter the Void e Love sono stati presentati al Festival di Cannes, mentre Carne ha vinto il premio della critica allo Yubari International Fantastic Film Festival nel 1994.

## Biografia
Nato a Buenos Aires, è figlio del pittore argentino Luis Felipe "Yuyo" Noé, la cui famiglia è emigrata in Francia nel 1976 per sfuggire al processo di riorganizzazione nazionale della giunta militare di Jorge Rafael Videla. Ha frequentato la scuola Louis-Lumière di Parigi.

## Stile e tematiche
Il suo stile e le sue tecniche vengono spesso associate al movimento New French Extremity, un trattamento violento del comportamento sessuale e un senso pervasivo di nichilismo o disperazione.
Noé rompe spesso la quarta parete rivolgendosi direttamente al pubblico attraverso l'uso della tipografia talvolta "stroboscopica" – come nei titoli di testa di Enter the Void – che mira a disturbare lo spettatore, in modo simile ai metodi tipografici praticati da Jean-Luc Godard.
Le sue narrazioni si rifanno a film come Taxi Driver, Angst e ad Arancia meccanica. In generale, i film di Stanley Kubrick sono una grande fonte d'ispirazione e occasionalmente fa riferimento ad essi nelle sue opere. Nel 2012 Noé ha dichiarato in una intervista che guardando 2001: Odissea nello spazio all'età di sette anni decise che sarebbe diventato un regista. Tre dei suoi film presentano il personaggio di un macellaio senza nome interpretato da Philippe Nahon: Carne, Seul contre tous e, in un cameo, Irréversible.

## Filmografia

### Attore
- Tangos - L'esilio di Gardel (El exilio de Gardel: Tangos), regia di Fernando Ezequiel Solanas (1985)
- Dobermann, regia di Jan Kounen (1997)
- Irréversible, regia di Gaspar Noé (2002)
- Dante 01, regia di Marc Caro (2008)
- Enter the Void, regia di Gaspar Noé (2009)
- 9 mois ferme, regia di Albert Dupontel (2013)
- Love, regia di Gaspar Noé (2015)
- Mon cousin, regia di Jan Kounen (2020)

### Doppiatore
- Le rocher d'Acapulco, regia di Laurent Tuel (1995)

### Regista

#### Cinema
- Tintarella di luna - cortometraggio (1985)
- Pulpe amère  - cortometraggio (1987)
- Carne - cortometraggio (1991)
- Seul contre tous (1998)
- Sodomites - cortometraggio (1998)
- Irréversible (2002)
- Intoxication  - cortometraggio (1998)
- Eva  - cortometraggio (2005)
- We Fuck Alone, episodio di Destricted (2006)
- SIDA, episodio di 8 (2008)
- Enter the Void (2009)
- 42 One Dream Rush - cortometraggio (2010)
- Ritual, episodio di 7 Days in Havana (7 días en La Habana, 2011)
- Argentina, episodio di Short Plays (2014)
- Love (2015)
- Climax (2018)
- Lux æterna - mediometraggio (2019)
- Vortex (2021)
- Modern Jam, episodio di Circus Maximus (2023)

#### Televisione
- L'Oeil du cyclone - serie TV, episodio 74 (1994)

#### Pubblicità
- Saint Laurent - La Nuit de l'Homme (2008)
- Saint Laurent - Summer of '21 (2020)

#### Videoclip
- Mano Solo Je n'ai pas (1996)
- Bone Fiction Insanely Cheerful (1998)
- Arielle Burgelin Je suis si mince (1999)
- Thomas Bangalter Stress (2002)
- Thomas Bangalter Outrage (2002)
- Placebo Protège-moi (2004)
- SebastiAn Love in Motion (2012)
- Animal Collective Applesauce (2013)
- Nick Cave and the Bad Seeds We No Who U R (2013)
- Thomas Bangalter Sangria (2018)
- SebastiAn Tirst (2019)
- Travis Scott Modern Jam (2023)

### Produttore

#### Cinema
- Seul contre tous, regia di Gaspar Noé (1998)
- Irréversible, regia di Gaspar Noé (2002)
- Enter the Void, regia di Gaspar Noé (2009)
- Love, regia di Gaspar Noé (2015)
- Climax, regia di Gaspar Noé (2018)
- Lux æterna, regia di Gaspar Noé (2019)

#### Televisione
- #15SecondScare - serie TV, 14 episodi (2015-2016)

#### Videoclip
- Thomas Bangalter Stress, regia di Gaspar Noé (2002)
- Thomas Bangalter Outrage, regia di Gaspar Noé (2002)

### Sceneggiatore

#### Cinema
- Tintarella di luna, regia di Gaspar Noé - cortometraggio (1985)
- Pulpe amère, regia di Gaspar Noé  - cortometraggio (1987)
- Carne, regia di Gaspar Noé - cortometraggio (1991)
- Seul contre tous, regia di Gaspar Noé (1998)
- Irréversible, regia di Gaspar Noé (2002)
- SIDA, episodio di 8, regia di Gaspar Noé (2008)
- Ritual, episodio di 7 Days in Havana (7 días en La Habana), regia di Gaspar Noé (2011)
- Love, regia di Gaspar Noé (2015)
- Climax, regia di Gaspar Noé (2018)
- Lux æterna, regia di Gaspar Noé (2019)
- Vortex, regia di Gaspar Noé (2021)

#### Televisione
- L'Oeil du cyclone - serie TV, episodio 74 (1994)

#### Videoclip
- Mano Solo Je n'ai pas, regia di Gaspar Noé (1996)
- Bone Fiction Insanely Cheerful, regia di Gaspar Noé (1998)
- Arielle Burgelin Je suis si mince, regia di Gaspar Noé (1999)
- Thomas Bangalter Stress, regia di Gaspar Noé (2002)
- Thomas Bangalter Outrage, regia di Gaspar Noé (2002)
- Placebo Protège-moi, regia di Gaspar Noé (2004)
- Animal Collective Applesauce, regia di Gaspar Noé (2013)
- Nick Cave and the Bad Seeds We No Who U R, regia di Gaspar Noé (2013)

## Riconoscimenti (parziale)
- Avignon Film Festival
  - 1991 - Prix Tournage per Carne
- Bodil Award
  - 2004 - Candidatura al miglior film non americano per Irréversible
- Boston Society of Film Critics Award
  - 2003 - Candidatura alla miglior fotografia per Irréversible (condiviso con Benoît Debie)
- Buenos Aires International Festival of Independent Cinema
  - 1999 - Candidatura al miglior film per I Stand Alone
- Festival di Cannes
  - 1991 - Miglior cortometraggio per Carne
  - 1998 - Premio Mercedes-Benz per Seul contre tous
  - 1998 - Candidatura alla Caméra d'or per Seul contre tous
  - 2002 - Candidatura alla Palma d'oro per Irréversible
  - 2009 - Candidatura alla Palma d'oro per Enter The Void
  - 2012 - Candidatura all'Un Certain Regard per 7 Days in Havana (condiviso con Benicio del Toro, Pablo Trapero, Julio Medem, Elia Suleiman, Juan Carlos Tabío e Laurent Cantet)
  - 2015 - Candidatura alla Queer Palm per Love
  - 2018 - Premio C.I.C.A.E. per Climax
  - 2019 - Candidatura alla Queer Palm per Lux æterna
- Tromsø International Film Festival
  - 2019 - Candidatura all'Aurora Award per Climax
- Yubari International Fantastic Film Festival
  - 1994 - Premio Minami Toshiko per Carne
  - 1994 - Premio della critica per Carne